# Frederik Christiaan van Saksen (1893-1968)

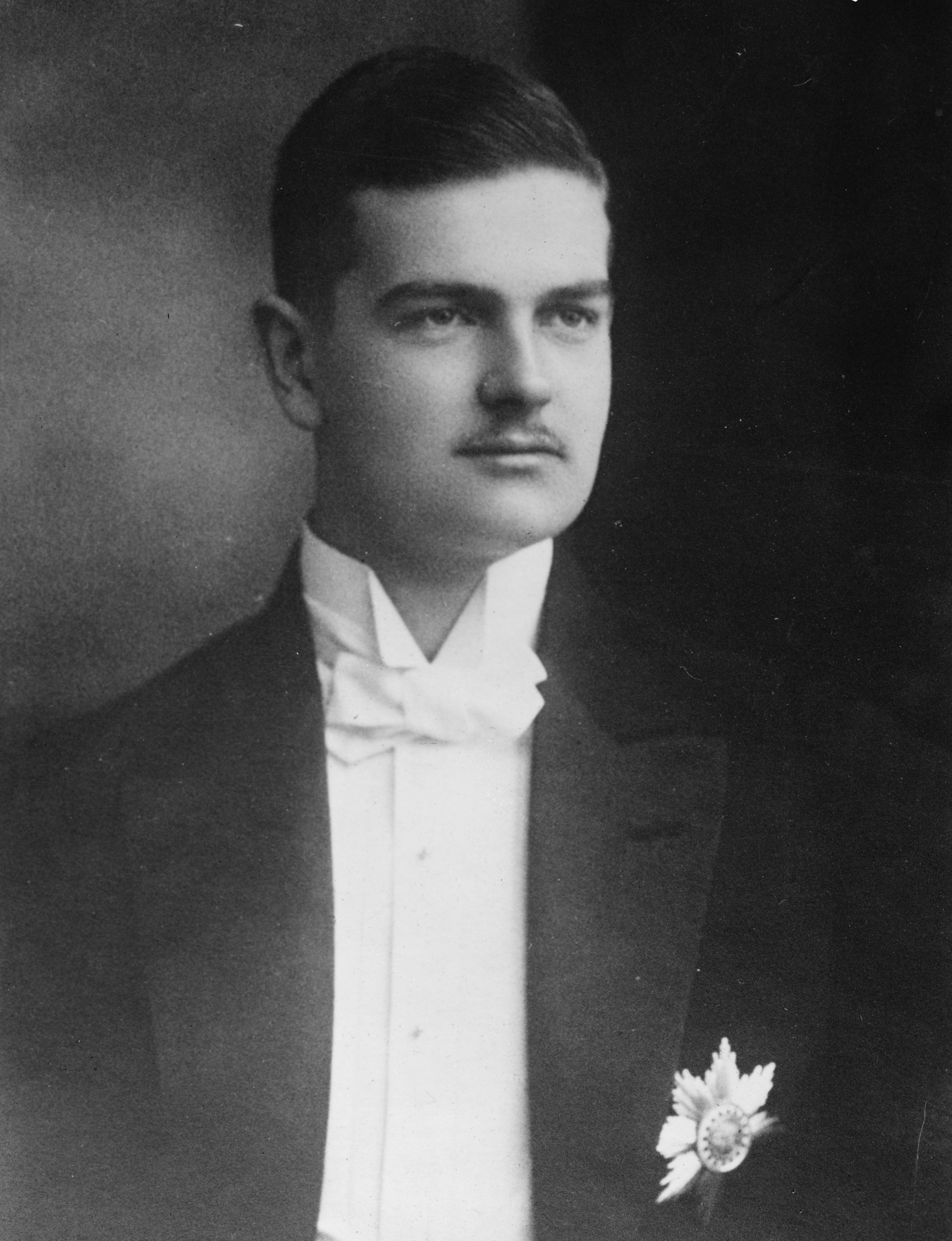
Frederik Christiaan van Saksen

Frederik Christiaan Albert Leopold Anno Sylvester Macarius van Saksen (Dresden, 31 december 1893 – Samedan, 9 augustus 1968) was de tweede zoon van de laatste koning van Saksen, Frederik August III en diens vrouw Louise van Habsburg-Lotharingen. Hij was een Saksische prins tot 1919, toen na de afschaffing van de Duitse adel zijn geslachtsnaam werd gewijzigd in Prinz von Sachsen.
Na de dood van zijn vader werd hij, omdat zijn oudere broer Frederik August priester was geworden en van zijn opvolgingsrecht had afgezien, in 1931 hoofd van het huis Wettin. Als hoofd van dit huis noemde hij zich vanaf 1932 markgraaf van Meißen. Hij was grootmeester van de Orde van de Kroon van Wijnruit, ridder in de Orde van de Zwarte Adelaar, ridder in de Militaire Orde van Sint-Hendrik en ridder-grootkruis van de Maltezer Orde.
Traditiegetrouw nam Frederik Christiaan dienst in het Saksische leger. Tijdens de Eerste Wereldoorlog maakte hij deel uit van de Duitse generale staf aan het westfront. Aan het einde van de oorlog voerde hij verschillende diplomatieke missies uit, alvorens de operatie te leiden waarbij de Saksische troepen werden teruggetrokken uit België om te worden ontbonden in Fulda.
Na de oorlog studeerde hij rechten in Keulen, Freiburg im Breisgau, Breslau en Würzburg. Aan die laatste universiteit promoveerde hij. Zijn proefschrift ging over Nicolaas van Cusa, die een belangrijke rol had gespeeld in de ontwikkeling van het canoniek recht in de Middeleeuwen.
Tijdens zijn studie leerde hij in een katholieke studentenvereniging Elisabeth Helene von Thurn und Taxis kennen met wie hij op 16 juni 1923 in het huwelijk trad. Tot 1937 woonden ze in Bamberg daarna - tot 1945 - in Dresden. Na de bombardementen op Dresden in 1945 nam hij een groot aantal dakloos geworden Dresdenaren op in zijn slot Wachwitz.
Na 1945 leefde het gezin eerst in Bregenz, om zich vanaf 1955 te vestigen in München. Daar richtte Frederik Christiaan met zijn zonen Maria Emanuel en Albert Jozef het kapittel van de Militaire Orde van Sint-Hendrik op. Ook richtte hij een Beierse afdeling op van een Vertriebenenverband, dat wil zeggen; van Saksische Duitsers die na de oorlog hun land hadden verlaten om zich in het westen te vestigen.
Frederik Christiaan bewerkstelligde de restauratie van de - ter nagedachtenis van een van zijn voorvaderen, Frederik August II opgerichte - kapel in Karrösten. Frederik August was daar verongelukt met zijn koets. Het lichaam van Frederik Christiaan werd na zijn overlijden bijgezet in deze kapel.

## Kinderen
Frederik Christiaan en Elisabeth Helene hadden de volgende kinderen:
- Maria Emanuel (1926–2012)
- Maria Josefa (1928–2018)
- Maria Anna Josefa (1929–2012)
- Albert Jozef (1934–2012)
- Mathilde Maria (1936–2018)